# Elite One 2006
L'Elite One 2006 è stata il 46º campionato camerunese di calcio. Cominciata il 28 gennaio, è terminata il 3 settembre.

## Classifica finale
|  |     | Classifica finale 2006       | Punti | G  | V  | N  | P  | GF | GS | DR  |
|  | --- | ---------------------------- | ----- | -- | -- | -- | -- | -- | -- | --- |
|  | 1.  | Cotonsport Garoua            | 53    | 30 | 14 | 11 | 5  | 50 | 22 | +28 |
|  | 2.  | Canon Yaoundé                | 49    | 30 | 12 | 13 | 5  | 36 | 21 | +15 |
|  | 3.  | Les Astres Douala            | 47    | 30 | 11 | 14 | 5  | 36 | 24 | +12 |
|  | 4.  | Fovu Baham                   | 45    | 30 | 10 | 15 | 5  | 29 | 17 | +12 |
|  | 5.  | Espérance Guider             | 41    | 30 | 11 | 8  | 11 | 28 | 30 | -2  |
|  | 6.  | Aigle Royal de la Menoua     | 40    | 30 | 9  | 13 | 8  | 28 | 35 | -7  |
|  | 7.  | Foudre Sportive d'Akonolinga | 39    | 30 | 9  | 12 | 9  | 27 | 29 | -2  |
|  | 8.  | Sable Batié                  | 38    | 30 | 8  | 14 | 8  | 27 | 26 | +1  |
|  | 9.  | Sahel FC                     | 38    | 30 | 9  | 11 | 10 | 34 | 39 | -5  |
|  | 10. | Bamboutos Mbouda             | 38    | 30 | 8  | 14 | 8  | 26 | 28 | -2  |
|  | 11. | Mount Cameroun               | 38    | 30 | 7  | 17 | 6  | 28 | 32 | -4  |
|  | 12. | Union Douala                 | 37    | 30 | 8  | 13 | 9  | 23 | 22 | +1  |
|  | 13. | Fédéral Sporting FC du Noun  | 37    | 30 | 8  | 13 | 9  | 29 | 39 | -10 |
|  | 14. | Impôts FC Yaoundé            | 35    | 30 | 9  | 9  | 12 | 36 | 36 | 0   |
|  | 15. | Racing Bafoussam             | 27    | 30 | 5  | 12 | 13 | 23 | 32 | -9  |
|  | 16. | Kadji Sport Academies        | 19    | 30 | 4  | 7  | 19 | 16 | 44 | -28 |

### Verdetti
- Cotonsport Garoua campione del Camerun 2006 e qualificato in Champions League 2007.
- Canon Yaoundé qualificata in Champions League 2007.
- Les Astres Douala e Union Douala (in quanto vincitrice della Coppa del Camerun) qualificate in Coppa della Confederazione CAF 2007.
- Impôts FC Yaoundé, Racing Bafoussam e Kadji Sport Academies retrocesse in Seconda Divisione camerunese 2007.